# PGC 1470365
LEDA/PGC 1470365 ist eine spiralförmige Radiogalaxie im Sternbild Schlange am Nordsternhimmel. Sie ist schätzungsweise 488 Millionen Lichtjahre von der Milchstraße entfernt und hat einen Durchmesser von etwa 90.000 Lichtjahren. Vom Sonnensystem aus entfernt sich das Objekt mit einer errechneten Radialgeschwindigkeit von näherungsweise 10.800 Kilometern pro Sekunde.
Nach Lage der Daten bildet sie gemeinsam mit IC 1167, IC 1168, PGC 1468769, PGC 1470647, PGC 1474529, PGC 3858351, PGC 3858488 und PGC 3858573 eine gravitativ gebundene Galaxiengruppe.

## Galaktisches Umfeld
| Nr. | Galaxie          | Alternativname          | Rek           | Dek           | Distanz/asec |
| --- | ---------------- | ----------------------- | ------------- | ------------- | ------------ |
| →   | LEDA/PGC 1470365 | NSA 114903              | 16h04m40.830s | +14d54m50.28s | 0            |
| 1   | LEDA/PGC 56953   | UGC 10169               | 16h04m31.749s | +14d49m08.89s | 366.71       |
| 2   | LEDA/PGC 1468890 | NSA 114909              | 16h05m05.314s | +14d51m23.55s | 411.32       |
| 3   | LEDA/PGC 1467569 | NSA 114907              | 16h04m53.724s | +14d48m12.31s | 441.31       |
| 4   | LEDA/PGC 1467964 | NSA 114888              | 16h04m15.328s | +14d49m10.51s | 502.29       |
| 5   | LEDA/PGC 56938   | UGC 10164               | 16h04m28.182s | +14d46m56.75s | 508.60       |
| 6   | LEDA/PGC 1468360 | 2MASX J16040960+1450083 | 16h04m09.631s | +14d50m08.32s | 533.43       |
| 7   | LEDA/PGC 56971   | NSA 114924              | 16h04m39.59s  | +15d03m57.9s  | 547.03       |
| 8   | LEDA/PGC 1468769 | NSA 114885              | 16h04m05.881s | +14d51m05.12s | 554.81       |
| 9   | LEDA/PGC 1466375 | NSA 114901              | 16h04m26.463s | +14d45m25.45s | 602.93       |
| 10  | LEDA/PGC 1466462 | NSA 114904              | 16h04m19.13s  | +14d45m35.7s  | 637.63       |
| 11  | IC 1168          | LEDA/PGC 56901          | 16h03m55.691s | +14d54m08.66s | 655.59       |
| 12  | LEDA/PGC 3858573 | NSA 114896              | 16h03m55.888s | +14d57m24.40s | 669.05       |
| 13  | IC 1167          | LEDA/PGC 56900          | 16h03m52.863s | +14d56m47.19s | 704.76       |
| 14  | LEDA/PGC 1472692 | NSA 114895              | 16h03m57.157s | +15d00m08.77s | 707.58       |
| 15  | LEDA/PGC 1465457 | NSA 114902              | 16h04m26.530s | +14d43m19.87s | 722.29       |